# 1939 (sång)
För andra betydelser, se 1939 (olika betydelser).
1939 är en sång skriven av Anders Berglund och Ture Rangström, till filmen 1939, som hade biopremiär 1989. Den släpptes samma år som första spår på filmmusikalbumet, och sjöngs då av Louise Hoffsten. Albumet avslutades med en instrumental version av samma låt.
Louise Hoffstens version av låten låg 1990 på Svensktoppen i sex veckor och som högst på tredje plats.
1990 spelade två svenska dansband in var sina coverversioner av låten, Sten & Stanley på albumet Musik, dans & party 5  samt Ingmar Nordströms på albumet Saxparty 17. 
2001 spelade Music Queens in låten på albumet Drömsyn. 